# 瀬戸万莉愛
瀬戸 万莉愛（せと まりあ、11月11日 - ）は日本の女性アイドル、歌手、モデル、コスプレイヤー、レースクイーン。新潟県出身。

## 略歴
銀座でスカウトされてモデル業をスタート。
2014年に一ノ瀬レミとしてアイドルユニット「Star☆Bright REX」に参加してアイドルデビュー。リーダーとしての活動と並行してソロでのライブも行っていた。2015年にユニットを卒業し、瀬戸万莉愛に改名して本格的なソロ活動を開始した。
2021年5月25日、新しく結成されたユニット「no concept」のメンバーとなることが発表され、2021年8月22日のライブにてお披露目となった。「no concept」でもリーダーを務め、3年という節目を迎えた2024年8月7日のライブをもってユニットを卒業した。
2022年の次世代アイドルオーディション「ミスヤングチャンピオン2022」にエントリー。初めてとなるオーディションへの参加で、かつライブと並行しての活動であったが、グランプリに輝いた。

## 人物
- キャッチフレーズは「世界の逸材」。イメージカラーは「白」。
- セールスポイントは筋肉がつきやすい腹筋としているが、「ミスヤングチャンピオン2022」の決勝進出者お披露目プレスイベントでは他の決勝進出者とのアピール合戦で「たぶん、この夏(このメンバーの中で)一番蚊に刺されます」と3カ所も蚊に刺された痕のある腰の辺りを見せて笑いを誘っていた[7]。
- 自他ともに認めるドジっ子であり、黙ってるとクールに見られがちな風貌とギャップがあり「ポンコツなところ」もセールスポイントとしている[3]。
- 好きなことはアニメ、食べる事、肉、甘い物、三田製麺[2]。

## 作品

### シングル
| 発売日         | 作品名             | 曲                 | 作詞       | 作曲                       | 編曲 |
| -------------- | ------------------ | ------------------ | ---------- | -------------------------- | ---- |
| 2019年05月01日 | めるてぃ           | めるてぃ           | 瀬戸万莉愛 | HIDEKI FUJIKURA            | -    |
| 2019年05月01日 | めるてぃ           | せんちめんたる     | 瀬戸万莉愛 | saw, HIDEKI FUJIKURA       | -    |
| 2021年11月11日 | ろんりーなふんいき | ゆーとぴあ         | 瀬戸万莉愛 | argyros +                  | -    |
| 2021年11月11日 | ろんりーなふんいき | うらおもて         | 瀬戸万莉愛 | argyros +, HIDEKI FUJIKURA | -    |
| 2021年11月11日 | ろんりーなふんいき | ろんりーなふんいき | 瀬戸万莉愛 | Bussan                     | -    |
| 2022年11月01日 | くりてぃかるひっと | くりてぃかるひっと | 瀬戸万莉愛 | HIDEKI FUJIKURA            | -    |
| 2022年11月01日 | くりてぃかるひっと | れくいえむ         | 瀬戸万莉愛 | HIDEKI FUJIKURA            | -    |
| 2022年11月01日 | くりてぃかるひっと | らすとすのう       | 瀬戸万莉愛 | HIDEKI FUJIKURA            | -    |

### アルバム
| 発売日         | 作品名             | 曲                                                    | 作詞       | 作曲                        | 編曲 |
| -------------- | ------------------ | ----------------------------------------------------- | ---------- | --------------------------- | ---- |
| 2024年08月01日 | ぼくのみるくてぃー | めるてぃ                                              | 瀬戸万莉愛 | HIDEKI FUJIKURA             | -    |
| 2024年08月01日 | ぼくのみるくてぃー | うらおもて                                            | 瀬戸万莉愛 | argyros +, HIDEKI FUJIKURA  | -    |
| 2024年08月01日 | ぼくのみるくてぃー | くりてぃかるひっと                                    | 瀬戸万莉愛 | HIDEKI FUJIKURA             | -    |
| 2024年08月01日 | ぼくのみるくてぃー | らすとすのう                                          | 瀬戸万莉愛 | HIDEKI FUJIKURA             | -    |
| 2024年08月01日 | ぼくのみるくてぃー | ちょっこれいと                                        | 瀬戸万莉愛 | 瀬戸万莉愛, HIDEKI FUJIKURA | -    |
| 2024年08月01日 | ぼくのみるくてぃー | てんかとういつ [ほらがい]                             | 瀬戸万莉愛 | HIDEKI FUJIKURA             | -    |
| 2024年08月01日 | ぼくのみるくてぃー | あいどるらいふ                                        | 瀬戸万莉愛 | Bussan                      | -    |
| 2024年08月01日 | ぼくのみるくてぃー | かんでんち！                                          | 瀬戸万莉愛 | HIDEKI FUJIKURA             | -    |
| 2024年08月01日 | ぼくのみるくてぃー | つきからちきゅうは５００めーとるくらいですか [はてな] | 瀬戸万莉愛 | Bussan                      | -    |
| 2024年08月01日 | ぼくのみるくてぃー | Melty                                                 | 瀬戸万莉愛 | HIDEKI FUJIKURA             | -    |
| 2024年08月01日 | きみのあーるぐれい | せんちめんたる                                        | 瀬戸万莉愛 | saw, HIDEKI FUJIKURA        | -    |
| 2024年08月01日 | きみのあーるぐれい | ゆーとぴあ                                            | 瀬戸万莉愛 | argyros +                   | -    |
| 2024年08月01日 | きみのあーるぐれい | ろんりーなふんいき                                    | 瀬戸万莉愛 | Bussan                      | -    |
| 2024年08月01日 | きみのあーるぐれい | れくいえむ                                            | 瀬戸万莉愛 | HIDEKI FUJIKURA             | -    |
| 2024年08月01日 | きみのあーるぐれい | あいまいていり                                        | 瀬戸万莉愛 | Bussan                      | -    |
| 2024年08月01日 | きみのあーるぐれい | さんさんななびょうし [わら]                           | 瀬戸万莉愛 | 瀬戸万莉愛, HIDEKI FUJIKURA | -    |
| 2024年08月01日 | きみのあーるぐれい | もんすたー                                            | 瀬戸万莉愛 | HIDEKI FUJIKURA             | -    |
| 2024年08月01日 | きみのあーるぐれい | ぜつめいしんでれら                                    | 瀬戸万莉愛 | Bussan                      | -    |
| 2024年08月01日 | きみのあーるぐれい | びねつ37°                                             | 瀬戸万莉愛 | Bussan                      | -    |
| 2024年08月01日 | きみのあーるぐれい | れにぃ。                                              | 瀬戸万莉愛 | HIDEKI FUJIKURA             | -    |

### イメージビデオ
- 0きょり。（2023年11月29日、スパイスビジュアル）[8][9]
- 遅れてきた思春期（2025年2月25日、エアーコントロール）[10][11]

### デジタル写真集
- ITSUZAI（2023年9月1日、秋田書店［ヤングチャンピオンデジグラ］）

## 出演

### テレビ
- 全力坂（2025年3月13日〈12日深夜〉・18日〈17日深夜〉・26日〈25日深夜〉、テレビ朝日）[12][13][14]